# Simona-Maya Teodoroiu
Simona-Maya Teodoroiu (n. 9 iulie 1969, Ploiești, România – d. 8 octombrie 2024) a fost un jurist român și deputat ales în legislatura 2020-2024 din partea PSD. Maya Teodoroiu a fost judecătoare la Curtea Constituțională în perioada 2015-2019.